# Ceaika, Varna
Ceaika (în bulgară Чайка) este un sat în comuna Provadia, regiunea Varna,  Bulgaria. 

## Demografie
Componența etnică a satului Ceaika
     Bulgari (90,14%)
     Turci (8,45%)
     Nicio identificare (1,4%)
     Altele (0%)
La recensământul din 2011, populația satului Ceaika era de 71 locuitori. Din punct de vedere etnic, majoritatea locuitorilor (90,14%) erau bulgari, cu o minoritate de turci (8,45%). Pentru 1,4% din locuitori nu este cunoscută apartenența etnică.